# Ulrich Grosse

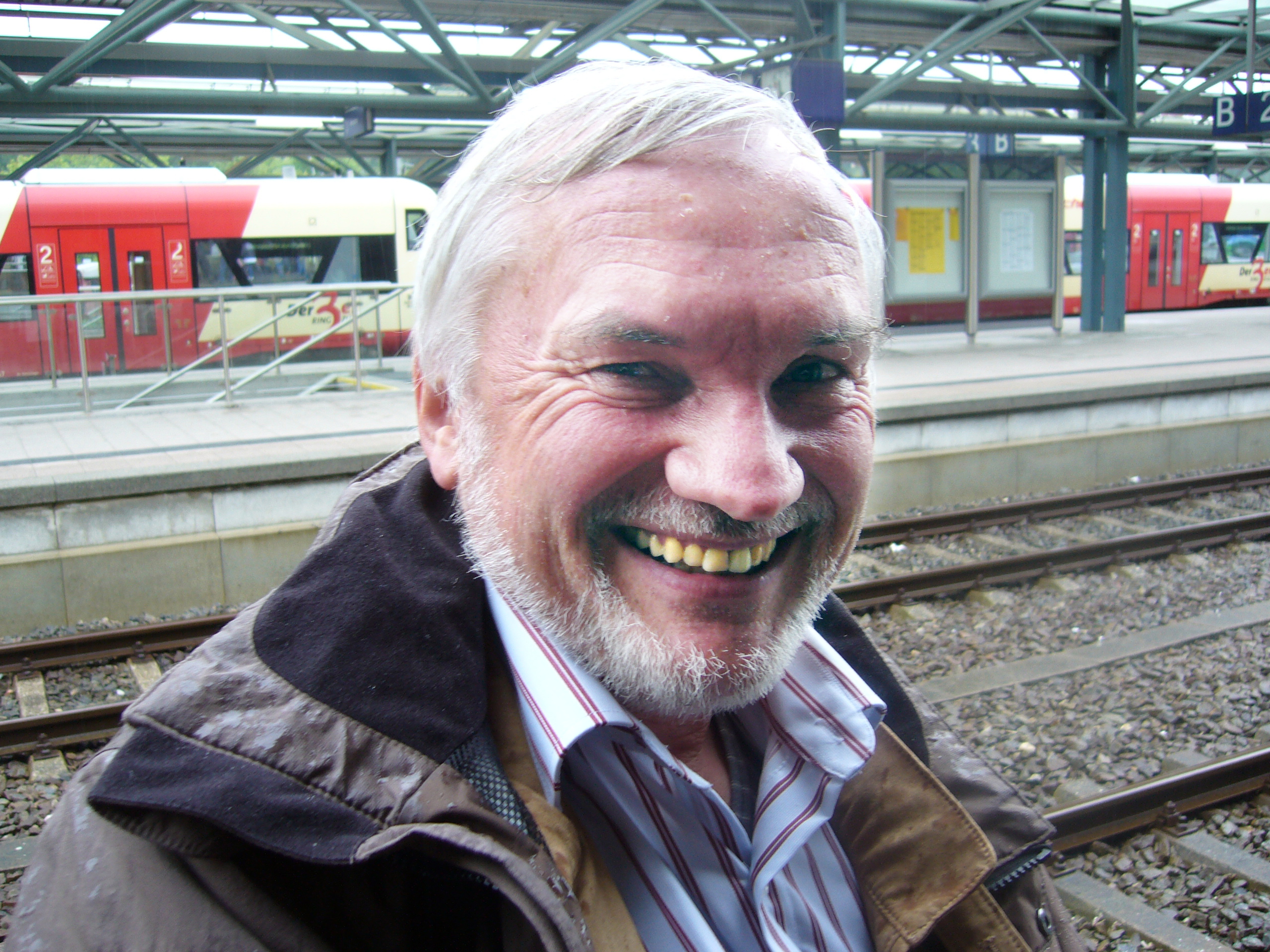
Ulrich Grosse bei den Feierlichkeiten zu fünf Jahre Ringzug 2008

Ulrich Grosse (* 27. März 1953 in Nagold) ist ein ehemaliger deutscher Nahverkehrsberater. 1983 war er in Deutschland einer der ersten Berater von Landkreisen zum Öffentlichen Personennahverkehr (ÖPNV).

## Jugend, Studium, Arbeit
Ulrich Grosse wuchs in Nagold auf und studierte Mathematik und Physik an der Eberhard-Karls-Universität Tübingen; er ist ausgebildeter Lehrer. Von 1972 bis 1982 vertrat Grosse die Stadt Nagold bei den Fahrplankonferenzen des Regionalverbands Nordschwarzwald und der Deutsche Industrie- und Handelskammer (IHK) Nordschwarzwald. Er engagierte sich dabei insbesondere für eine Verbesserung des Verkehrsangebots auf der Nagoldtalbahn. Ab 1972 arbeitete er in der Bürgerinitiative zur Reaktivierung der Ammertalbahn mit.

## Beratertätigkeit 1983–1990
1983 wurde in Baden-Württemberg die Zuständigkeit für die Schülerbeförderung von den Regierungspräsidien an die Landkreise übertragen, wodurch bei den Landkreisen ein starker Beratungsbedarf bei der Finanzierung und Planung des Öffentlichen Nahverkehrs entstand. Ulrich Grosse machte daraufhin Vorschläge, wie man den ÖPNV vor Ort effektiver organisieren könne und fing schon 1983 mit einer umfangreichen Beratungstätigkeit im Zollernalbkreis sowie im Schwarzwald-Baar-Kreis an. 1984 setzte er an der Zollernalbbahn mit dem Haltepunkt Balingen Süd nach Jahrzehnten der Stilllegung von Bahnhöfen und Haltepunkten erstmals in Baden-Württemberg wieder einen neuen Bahnhaltepunkt außerhalb der Ballungsräume durch. Im Schwarzwald-Baar-Kreis beschäftigte sich Grosse insbesondere mit der Bahnstrecke Rottweil–Villingen, in dessen Folge Grosse eine Studie zu einer City-Bahn Freiburg–Donaueschingen–Villingen–Rottweil vorlegte, deren Ergebnisse bei den Ringzug-Planungen in den 1990er Jahren weiterverwendet wurden. 1984 beauftragte ihn der damalige stellvertretende Landrat von Tuttlingen, Volker Kauder, mit der Nahverkehrsplanung im Landkreis Tuttlingen, wo er ab 1987 an der Rückverlagerung von Schülerverkehren auf der Bahnstrecke Tuttlingen–Inzigkofen im Abschnitt bis Fridingen an der Donau beschäftigt war. Diese Arbeiten mündeten 1990 im Donautal-Konzept und damit in einem weiteren Vorläufer des Ringzugs. In den 1980er Jahren begann er eine Beratertätigkeit für den Interessenverband Gäu-Neckar-Bodenseebahn, der als Lobbyorganisation für die Gäubahn und vor allem für deren zweigleisigen Ausbau eintritt.

## Beratertätigkeit seit 1990

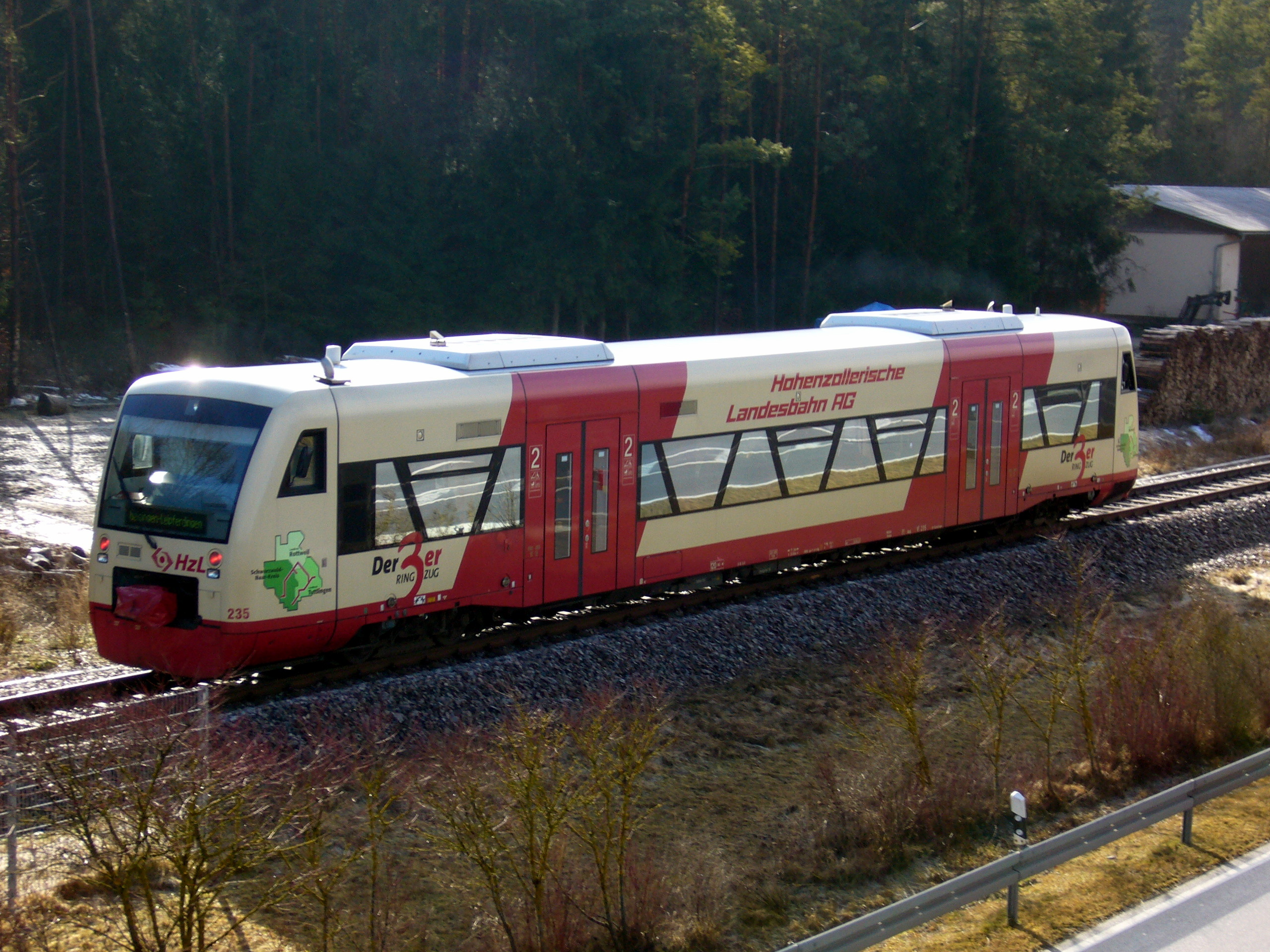
Ringzug auf der Wutachtalbahn (2007): Die Reaktivierung der Strecke ging auf Grosses Arbeiten zurück

In den 1990er Jahren dehnte sich Grosses Beratertätigkeit auch auf Bayern und Hessen sowie auf Teile der Schweiz, Vorarlbergs und Liechtensteins aus. Zwischen 1990 und 1993 arbeitete er zusammen mit der SMA und Partner, Zürich an Planungen für einen Integralen Taktfahrplan für Süddeutschland mit. Dessen Ergebnisse wurden 1993 mit dem Allgäu-Schwaben-Takt als erster in Deutschland verwirklichter Integraler Taktfahrplan im bayerischen Allgäus umgesetzt und 1994 auf angrenzende württembergische Landkreise erweitert. Als Folge dieser Studien beriet er im Anschluss die Landkreise des bayrischen Allgäus.
Als Mitte der 1990er Jahre die Mittelschwabenbahn stillgelegt werden sollte, erarbeitete er für den Regionalverband Donau-Iller eine Studie, die mit einem neuen Angebotskonzept die Strecke schließlich sicherte. Ab 1995 arbeitete er in der Region Schwarzwald-Baar-Heuberg maßgeblich an den Ringzug-Planungen mit. Mit deren Umsetzung 2003/2004 wurde unter anderem die Bregtalbahn sowie die nördliche Wutachtalbahn für den Personenverkehr reaktiviert sowie die Trossinger Eisenbahn vor der bereits beschlossenen Streckenstilllegung bewahrt. 1997 und 1998 arbeitete er mit dem Tübinger Verkehrsplaner Gerd Hickmann an einer neuen Konzeption für die Bahnstrecke Ulm–Friedrichshafen (Südbahn) und an der Reaktivierung des Westteils der Bahnstrecke Laupheim West–Schwendi im nicht abgebauten Abschnitt zwischen Laupheim West und Laupheim Stadt, die 1999 erfolgte.
Zwischen 2006 und 2008 erarbeitete Grosse außerdem das 2007/08 umgesetzte Bahn- und Buskonzept entlang der Württembergischen Allgäubahn. Dabei wurden der Bus- und Bahnverkehr in der Region grundlegend neu geordnet und die Buslinien als Zubringer zur Schiene neu organisiert.
Zusätzlich zu seiner Beratertätigkeit für den Schienenverkehr beschäftigt sich Grosse ebenfalls mit städtischen Busverkehren. Unter anderem konzipierte er die Stadtverkehre in Balingen (1990), Laufenburg (1991, grenzüberschreitend), Bad Säckingen (1992, grenzüberschreitend), Hechingen (1993), Rheinfelden (1994, grenzüberschreitend), Biberach an der Riß (1996), Laupheim (1999), Riedlingen (2000), Villingen-Schwenningen (2002), Tuttlingen (2004) und St. Georgen im Schwarzwald (2006).
Nach der Einführung des Ringzuges in der Region Schwarzwald-Baar-Heuberg 2003 begleitet er auch die Weiterentwicklung unter dem Namen Ringzug 2.0 mit, welcher mit elektrischen Fahrzeugen Mitte der 2020er-Jahre starten soll.

## ÖPNV-Konzeption
Grosse vertritt den Standpunkt, dass der Öffentliche Personenverkehr auch im ländlichen Raum in der Regel am besten durch Taktverkehre zu organisieren sei. Busverkehre sollten nach Grosses Ansicht nicht parallel zu Eisenbahnstrecken verlaufen, sondern vielmehr als Zubringer zur Schiene dienen. Nicht vertaktete Mischverkehre von Bus und Bahn entlang von Bahnstrecken betrachtet er deshalb als wenig effektiv und rät darum in der Regel zur Verlagerung des öffentlichen Verkehrs von der Straße auf die Schiene.

## Familie
Ulrich Grosse ist verheiratet, hat zwei Kinder und wohnt seit 1972 in Tübingen.

## Film
- Musik im Fahrplan (45-minütiges Porträt über Ulrich Grosse), produziert vom Südwestfunk und 1985/86 bundesweit in den Dritten Programmen ausgestrahlt